# 16 de agosto nos Jogos Olímpicos de Verão de 2008
16 de agosto foi o décimo dia de competições dos Jogos Olímpicos de Verão de 2008.
Neste dia foram disputadas competições de vinte e quatro esportes.

## Esportes
| - Atletismo - Badminton - Basquetebol - Beisebol - Boxe - Ciclismo - Esgrima - Futebol - Ginástica - Halterofilismo - Handebol - Hipismo | - Hóquei sobre a grama - Lutas - Natação - Pólo aquático - Remo - Saltos ornamentais - Softbol - Tênis - Tênis de mesa - Tiro - Vela - Voleibol |

## Destaques do dia

### Atletismo
- 100 m masculino: o jamaicano Usain Bolt quebra seu próprio recorde e vence com dois décimos de vantagem.[1]

- Heptatlo feminino: as ucranianas Natalya Dobrynska e Lyudmila Blonska conquistam ouro e prata no heptatlo.[2] Dias depois, entretanto, Blonska perderia o ouro por doping.[3]

### Futebol
A Bélgica vence a favorita Itália e avança às semifinais do torneio masculino, onde enfrenta a Nigéria. O Brasil consegue sua revanche contra Camarões (após perder para este país na mesma fase do torneio dos Jogos de 2000) e enfrenta a Argentina nas semifinais.

### Natação
- 50 m livre masculino: na prova mais rápida da natação, o brasileiro César Cielo Filho quebra o recorde olímpico pela terceira vez e conquista o primeiro ouro brasileiro na natação olímpica.[8]

- 200 m costas feminino: Kirsty Coventry, do Zimbabwe, conquista sua primeira medalha de ouro em Pequim (quarta no total) e quebra o recorde mundial da prova.[9]

- 100 m borboleta masculino: Michael Phelps conquista sua sétima medalha de ouro numa prova polêmica. Após virar nos 50 m em sétimo lugar, ele acelerou e chegou junto com o sérvio Milorad Cavic. Os cronômetros marcaram vitória de Phelps por um centésimo de segundo. Após protestar oficialmente, a comissão técnica da Sérvia assistiu às imagens da prova (o que não é permitido, mas que foi consentido pelos árbitros para evitar mais polêmica) e se convenceu de que Phelps venceu sozinho (os sérvios queriam que fosse declarado empate).[10][11]

- 800 m livre feminino: na prova mais longa da natação feminina, a britânica Rebecca Adlington quebra um dos recordes mais antigos da natação e conquista o ouro com seis segundos de vantagem.[12]

### Tênis
Roger Federer, ao lado de Stanislas Wawrinka, conquista o ouro para a Suíça, ao vencer a dupla sueca Simon Aspelin e Thomas Johansson, que havia chegado à final depois de mais de quatro horas e meia de jogo na semifinal.

## Campeões do dia
| Modalidade     | Evento                           | Atleta(s)                                                           | País               | Recorde | Ref.   |
| -------------- | -------------------------------- | ------------------------------------------------------------------- | ------------------ | ------- | ------ |
| Atletismo      | 100 m masculino                  | Usain Bolt                                                          | JAM Jamaica        | WR      | [ 13 ] |
| Atletismo      | 20 km marcha atlética masculina  | Valeriy Borchin                                                     | RUS Rússia         |         |        |
| Atletismo      | Heptatlo feminino                | Natalya Dobrynska                                                   | UKR Ucrânia        |         | [ 14 ] |
| Atletismo      | Arremesso de peso feminino       | Valerie Vili                                                        | NZL Nova Zelândia  |         | [ 15 ] |
| Badminton      | Duplas masculinas                | Markis Kido e Hendra Setiawan                                       | INA Indonésia      |         | [ 16 ] |
| Badminton      | Simples feminino                 | Zhang Ning                                                          | CHN China          |         |        |
| Ciclismo       | Perseguição individual masculino | Bradley Wiggins                                                     | GBR Grã-Bretanha   |         | [ 17 ] |
| Ciclismo       | Keirin masculino                 | Chris Hoy                                                           | GBR Grã-Bretanha   |         | [ 18 ] |
| Ciclismo       | Corrida por pontos masculino     | Joan Llaneras                                                       | ESP Espanha        |         | [ 19 ] |
| Esgrima        | Florete por equipes feminino     | Svetlana Boiko, Aida Chanaeva, Victoria Nikichina, Evgenia Lamonova | RUS Rússia         |         | [ 20 ] |
| Remo           | Skiff simples masculino          | Olaf Tufte                                                          | NOR Noruega        |         | [ 21 ] |
| Remo           | Skiff duplo masculino            | David Crawshay e Scott Brennan                                      | AUS Austrália      |         | [ 22 ] |
| Remo           | Dois sem masculino               | Drew Ginn e Duncan Free                                             | AUS Austrália      |         | [ 23 ] |
| Remo           | Quatro sem masculino             | Tom James, Steve Williams, Peter Reed, Andrew Triggs-Hodge          | GBR Grã-Bretanha   |         | [ 24 ] |
| Remo           | Skiff simples feminino           | Rumyana Neykova                                                     | BUL Bulgária       |         | [ 25 ] |
| Remo           | Skiff duplo feminino             | Georgina Evers-Swindell e Caroline Evers-Swindell                   | NZL Nova Zelândia  |         | [ 26 ] |
| Remo           | Dois sem feminino                | Georgeta Andrunache e Viorica Susanu                                | ROU Romênia        |         | [ 27 ] |
| Tiro           | Tiro rápido 25 m masculino       | Oleksandr Petriv                                                    | UKR Ucrânia        | OR      | [ 28 ] |
| Tiro           | Skeet masculino                  | Vincent Hancock                                                     | USA Estados Unidos | OR      | [ 29 ] |
| Natação        | 50 m livre masculino             | César Cielo Filho                                                   | BRA Brasil         | OR      |        |
| Natação        | 100 m borboleta masculino        | Michael Phelps                                                      | USA Estados Unidos | OR      |        |
| Natação        | 200 m costas feminino            | Kirsty Coventry                                                     | ZIM Zimbabwe       | WR      | [ 30 ] |
| Natação        | 800 m livre feminino             | Rebecca Adlington                                                   | GBR Grã-Bretanha   | WR      |        |
| Tênis          | Duplas masculinas                | Roger Federer e Stanislas Wawrinka                                  | SUI Suíça          |         | [ 31 ] |
| Halterofilismo | Mais de 75 kg feminino           | Jang Mi-Ran                                                         | KOR Coreia do Sul  | WR      | [ 32 ] |
| Lutas          | Livre até 48 kg feminino         | Carol Huynh                                                         | CAN Canadá         |         | [ 33 ] |
| Lutas          | Livre até 55 kg feminino         | Saori Yoshida                                                       | JPN Japão          |         | [ 34 ] |

## Líderes do quadro de medalhas ao final do dia 16
| Ordem | País               | Medalha de ouro | Medalha de prata | Medalha de bronze |    |
| ----- | ------------------ | --------------- | ---------------- | ----------------- | -- |
| 1     | CHN China          | 27              | 13               | 7                 | 47 |
| 2     | USA Estados Unidos | 16              | 16               | 22                | 54 |
| 3     | GER Alemanha       | 8               | 5                | 5                 | 18 |
| 4     | KOR Coreia do Sul  | 7               | 9                | 4                 | 20 |
| 5     | AUS Austrália      | 7               | 8                | 10                | 25 |